# 四つの法則
豊かな人生のための四つの法則（よっつのほうそく、The Four Spiritual Laws）は、福音伝道のためのキリスト教トラクト。1952年にキャンパス・クルセード・フォー・クライストの創立者ビル・ブライトによって作成された。ブライトはこの小冊子でキリスト教信仰の中心である救いについて説明している。
小冊子は、聖書の救いのメッセージを要約する。物理的な法則と同じように、神と私たちの関係の法則が存在する。
四つの法則:
1. 神はあなたを愛しておられ、素晴らしい計画を持っておられる。（ヨハネによる福音書3:16、10:10）
2. 人は罪によって神と断絶している。そのため神の愛を知ることも、体験することもできない。（ローマ教会への手紙3:23、 6:23）
3. イエス・キリストは人間の罪からの救いのために神が備えられた唯一のお方である。この方を通してあなたは神の愛を知り、体験し、人生の計画を立てられる。（ローマ 5:8、第一コリント15:3-6、ヨハネ14:6）
4. 私たちは必ずイエス・キリストを個人的な救い主、主として迎え入れなければならない。それにより、神の愛を知り、体験し、人生の計画を立てられる。（ヨハネ1:12、エペソ2:8,9、ヨハネ3:1-8、ヨハネの黙示録3:20)

これは、多くの言語に翻訳されており 、クリスチャンがノン・クリスチャンにキリスト教信仰を教えるために使われる 
。